# Web Server Gateway Interface
Web Server Gateway Interface definuje jednoduché a univerzální rozhraní (interface) mezi webovým serverem a webovou aplikací nebo frameworkem v programovacím jazyce Python. Poslední verze jazyka Python, 3.0, vydaná v prosinci 2008, je již podporována modulem mod_wsgi webového serveru Apache.

## Myšlenka
Webové frameworky (frameworky pro psaní webových aplikací) dříve představovaly problém pro nové uživatele Pythonu, protože volba frameworku omezovala volbu použitelných webových serverů a naopak. Webové aplikace v Pythonu byly často tvořeny buď pro CGI, FastCGI, mod python nebo nějaké jiné vlastní API specifického webového serveru.
WSGI (někdy vyslovováno jako 'whiskey' nebo 'wiz-gee') bylo vytvořeno jako nízkoúrovňové (low-level) rozhraní mezi webovými servery a webovými aplikacemi nebo frameworky, jako základ pro vývoj přenositelných webových aplikací. WSGI je založeno na již existujícím standardu CGI (Common Gateway Interface).

## Stručná specifikace
WSGI má dvě strany: serverovou nebo "gateway", a aplikační nebo frameworkovou. Serverová strana spustí funkci (popř. metodu nebo spustitelný objekt), která byla poskytnuta aplikační stranou. WSGI také poskytuje koncept middleware: WSGI middleware implementuje obě strany API a může tak být vloženo "mezi" WSGI server a WSGI aplikaci; middleware se pak z pohledu serveru jeví jako aplikace a z pohledu aplikace jako server.
Middleware komponenta může vykonávat různé funkce:
- Předat požadavek jinému aplikačnímu objektu na základě cílové URL
- Umožňovat běh více aplikací nebo frameworků vedle sebe ve stejném procesu
- Vyvažovat zátěž a zprostředkovávat vzdálené zpracování přeposíláním požadavků a odpovědí přes síť
- Provádět dodatečné zpracování obsahu, např. aplikování XSLT předpisů

## Ukázková aplikace
WSGI-kompatibilní aplikace Hello World v Pythonu:
```
def
 
app
(
environ
,
 
start_response
):

    
start_response
(
'200 OK'
,
 
[(
'Content-Type'
,
 
'text/plain'
)])

    
yield
 
'Hello World
\n
'

```

## Příklad zavolání aplikace
Příklad zavolání WSGI aplikace a získání její odpovědi:
```
def
 
call_application
(
app
,
 
environ
):

    
body
 
=
 
[]

    
status_headers
 
=
 
[
None
,
 
None
]

    
def
 
start_response
(
status
,
 
headers
):

        
status_headers
[:]
 
=
 
[
status
,
 
headers
]

        
return
 
body
.
append

    
app_iter
 
=
 
app
(
environ
,
 
start_response
)

    
try
:

        
for
 
item
 
in
 
app_iter
:

            
body
.
append
(
item
)

    
finally
:

        
if
 
hasattr
(
app_iter
,
 
'close'
):

            
app_iter
.
close
()

    
return
 
status_headers
[
0
],
 
status_headers
[
1
],
 
''
.
join
(
body
)

status
,
 
headers
,
 
body
 
=
 
call_application
(
app
,
 
{
...
environ
...
})

```

## WSGI-kompatibilní aplikace a frameworky
Existuje mnoho webových frameworků podporujících nebo založených na WSGI:
- CherryPy
- Django[2]
- web2py (web2py.com. Obsahuje CherryPy wsgiserver s podporou SSL)
- TurboGears
- Tornado (www.tornadoweb.org)
- PyAMF
- Pylons
- web.py (webpy.org)
- bottle.py (bottle.paws.de)
- BlueBream
- Google App Engine
- Werkzeug (werkzeug.pocoo.org)
- Flask

## Obaly
V současnosti jsou k dispozici WSGI obaly pro FastCGI, CGI, AJP (za použití modulu flup), Apache (použitím mod wsgi nebo mod python) a Microsoft IIS (použitím isapi-wsgi, PyISAPIe nebo ASP brány).